# 皮夏利尼基
49°49′42″N 31°17′31″E / 49.82833°N 31.29194°E
皮什恰利尼基（烏克蘭語：Пищальники）是位於烏克蘭中部的村莊，由切爾卡瑟州切爾卡瑟區的博布里齊亞市鎮負責管轄。該村處於西尼亞夫卡河畔，面積1.14平方公里，海拔高度130米。

## 人口
当地在2001年人口普查的人口为168人。2009年人口为139。

## 行政
当地邮政编码为19013。电话区号是4736。